# Palmiste (Soufrière)
Palmiste es una localidad de Santa Lucía que forma parte del distrito de Soufrière.